# Grzęska (gromada)
Grzęska (od 1 I 1969 Przeworsk) – dawna gromada, czyli najmniejsza jednostka podziału terytorialnego Polskiej Rzeczypospolitej Ludowej w latach 1954–1972.
Gromady, z gromadzkimi radami narodowymi (GRN) jako organami władzy najniższego stopnia na wsi, funkcjonowały od reformy reorganizującej administrację wiejską przeprowadzonej jesienią 1954 do momentu ich zniesienia z dniem 1 stycznia 1973, tym samym wypierając organizację gminną w latach 1954–1972.
Gromadę Grzęska z siedzibą GRN w Grzęsce utworzono – jako jedną z 8759 gromad na obszarze Polski – w powiecie przeworskim w woj. rzeszowskim na mocy uchwały nr 31/54 WRN w Rzeszowie z dnia 5 października 1954. W skład jednostki weszły obszary dotychczasowych gromad Grzęska i Świętoniowa ze zniesionej gminy Przeworsk w tymże powiecie. Dla gromady ustalono 27 członków gromadzkiej rady narodowej.
1 stycznia 1969 z gromady Grzęska wyłączono wieś Świętoniowa, włączając ją do gromady Gniewczyna Łańcucka w tymże powiecie; do gromady Grzęska włączono natomiast obszar zniesionej gromady Gorliczyna w tymże powiecie, po czym siedzibę gromady Grzęska przeniesiono do Przeworska, równocześnie (choć retroaktywnie) zmieniając nazwę gromady Grzęska na gromada Przeworsk.